# Heuga-beschikking
Heuga of Heuga Holding (HR 26 januari 1994, ECLI:NL:HR:1994:AD2032) is de roepnaam van een beschikking van de Nederlandse Hoge Raad, die van belang is voor de bevoegdheden van de ondernemingsraad.

## Casus
Heuga Nederland BV is houdster van een aantal werkmaatschappijen, waarin productie- en verkoopactiviteiten op het terrein van vloer-, grond- en wandbekleding en interieurinrichting zijn ondergebracht. Heuga Nederland BV is een 100% dochter van Heuga Holding BV. Heuga Holding BV wordt in 1988 overgenomen door Interface Europe Inc., een volle dochter van het Amerikaanse Interface Inc. Bij de overname in 1988 heeft de ondernemingsraad van de Heuga Holland Groep BV (waarvan de procederende ondernemingsraad van Heuga Nederland BV een voortzetting is) een overeenkomst gesloten met Interface Inc., onder meer behelzende dat de toenmalige structuur van Heuga Holding BV (verlicht structuurregime) voor ten minste drie jaar zou worden gehandhaafd. In 1992 wordt bij een statutenwijziging de naam van Heuga Holding BV gewijzigd in Interface Heuga BV. Voorts worden de bevoegdheden van haar Raad van commissarissen teruggebracht tot de wettelijke bevoegdheden van een raad van commissarissen bij een besloten vennootschap. Over deze statutenwijziging wordt het advies van de ondernemingsraad niet gehoord.

## Procesgang
De ondernemingsraad stelt dat hij op grond van art. 1, 25 van de Wet op de ondernemingsraden wel gehoord had moeten worden. Art. 1 lid 1 sub d van de WOR merkt als "ondernemer" aan de natuurlijke persoon of de rechtspersoon die de onderneming in stand houdt. In dit geval kon Heuga Holding BV (na de naamswijziging Interface Heuga BV) geacht worden de onderneming in stand te houden. De ondernemingsraad gaat in beroep bij de ondernemingskamer op grond van de beroepsbevoegdheid van art. 26 Wet op de ondernemingsraden. De ondernemingskamer van het hof stelt de ondernemingsraad in het gelijk en verplicht Heuga Nederland BV en Interface Heuga BV om het besluit tot statutenwijziging in te trekken. Hiertegen stellen Heuga Nederland BV en Interface Heuga een cassatieberoep in.

## Rechtsvraag
De rechtsvraag bij dit geschil is in hoeverre een ondernemingsraad bevoegd is in rechte te worden betrokken bij besluiten van een moederonderneming.

## Hoge Raad
De Hoge Raad oordeelde eerstens dat er sprake is van "mede-ondernemerschap" door Heuga Holding BV (na naamswijziging Interface Heuga BV):

3.2.1. (...) Vooropgesteld dat Heuga Holding destijds tegelijkertijd 100% aandeelhoudster en statutair directeur van Heuga Nederland was en als zodanig binnen de onderneming van Heuga Nederland grote zeggenschap had en dat voorts de statutaire bepalingen waarvan de wijziging in casu wordt aangevochten, hierop neerkwamen dat bij Heuga Holding ten behoeve van Heuga Nederland een (...) verlicht structuurregime gold, derhalve gehandeld werd volgens een stelsel dat van rechtstreeks en onmiddellijk belang was voor de organisatie en het beleid in de onderneming van Heuga Nederland, moet voor de toepassing van de artikelen 25 en 26 van de WOR Heuga Holding, inmiddels genaamd Interface Heuga, geacht worden in de zin van art. 1 lid 1 letter d van de WOR, de onderneming van Heuga Nederland destijds in zoverre mede in stand te hebben gehouden, hetgeen betekent dat zij ten tijde van het inleidend verzoekschrift te dier zake te zamen met Heuga Nederland als "ondernemer" in rechte kon worden betrokken.

Daarnaast stelde de Hoge Raad dat de betreffende besluit van de moederonderneming in dit geval kon worden toegerekend aan de dochteronderneming:

3.3.1 In de statuten van Heuga Holding worden (...) besluiten van het bestuur van Heuga Holding onderworpen aan goedkeuring door de Raad van commissarissen, onder meer indien zij betrekking hebben op de arbeidsomstandigheden in de onderneming(en) van de dochtermaatschappij(en) van Heuga Holding. Gezien die statuten en in aanmerking genomen het aandeelhouderschap en de directievoering van Heuga Holding (thans Interface Heuga) in Heuga Nederland, mocht de Ondernemingskamer ervan uitgaan – gelijk zij kennelijk heeft gedaan met haar overweging volgens welke het besluit van Heuga Holding tot statutenwijziging dient te worden toegerekend aan Heuga Nederland –, dat Interface Heuga ook feitelijk een bepaalde mate van (...) zeggenschap binnen de onderneming van Heuga Nederland had en in zoverre daarvan deel uitmaakte.

## Betekenis
Het belang van de Heuga-beschikking ligt met name in de ontwikkeling van de begrippen van mede-ondernemerschap en toerekening die van belang zijn voor de interpretatie van de Wet op de ondernemingsraden. De Hoge Raad geeft een aantal criteria op grond waarvan men een ondernemer als mede-ondernemer kan kwalificeren, zoals dat er gehandeld werd "volgens een stelsel dat van rechtstreeks en onmiddellijk belang was voor de organisatie" van de onderneming. Het beginsel van toerekening is ook van belang: feitelijke zeggenschap van een moederonderneming in een onderdeel van haar dochteronerneming impliceert dat zij in zoverre deel uitmaakt van de dochteronderneming en dus ook in zoverre als onderdeel van de dochteronderneming het advies van de ondernemingsraad van de dochteronderneming moet horen. Volgens de annotator J.M.M. Maeijer mag men uit deze beschikking overigens niet opmaken dat besluiten van de moederonderneming automatisch aan de dochter kunnen worden toegerekend.